# 東亞式算盤

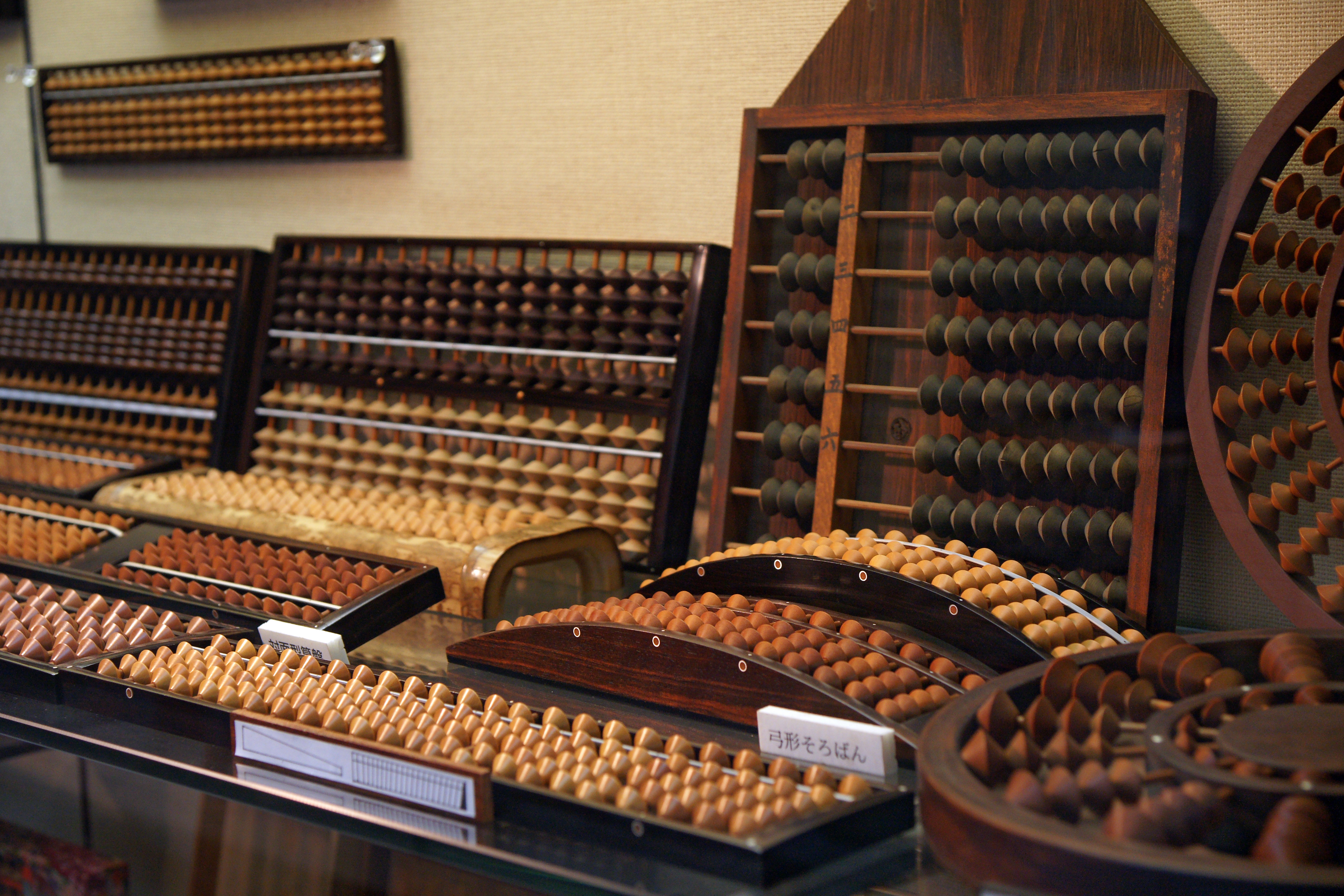
多種不同形制的東亞式算盤

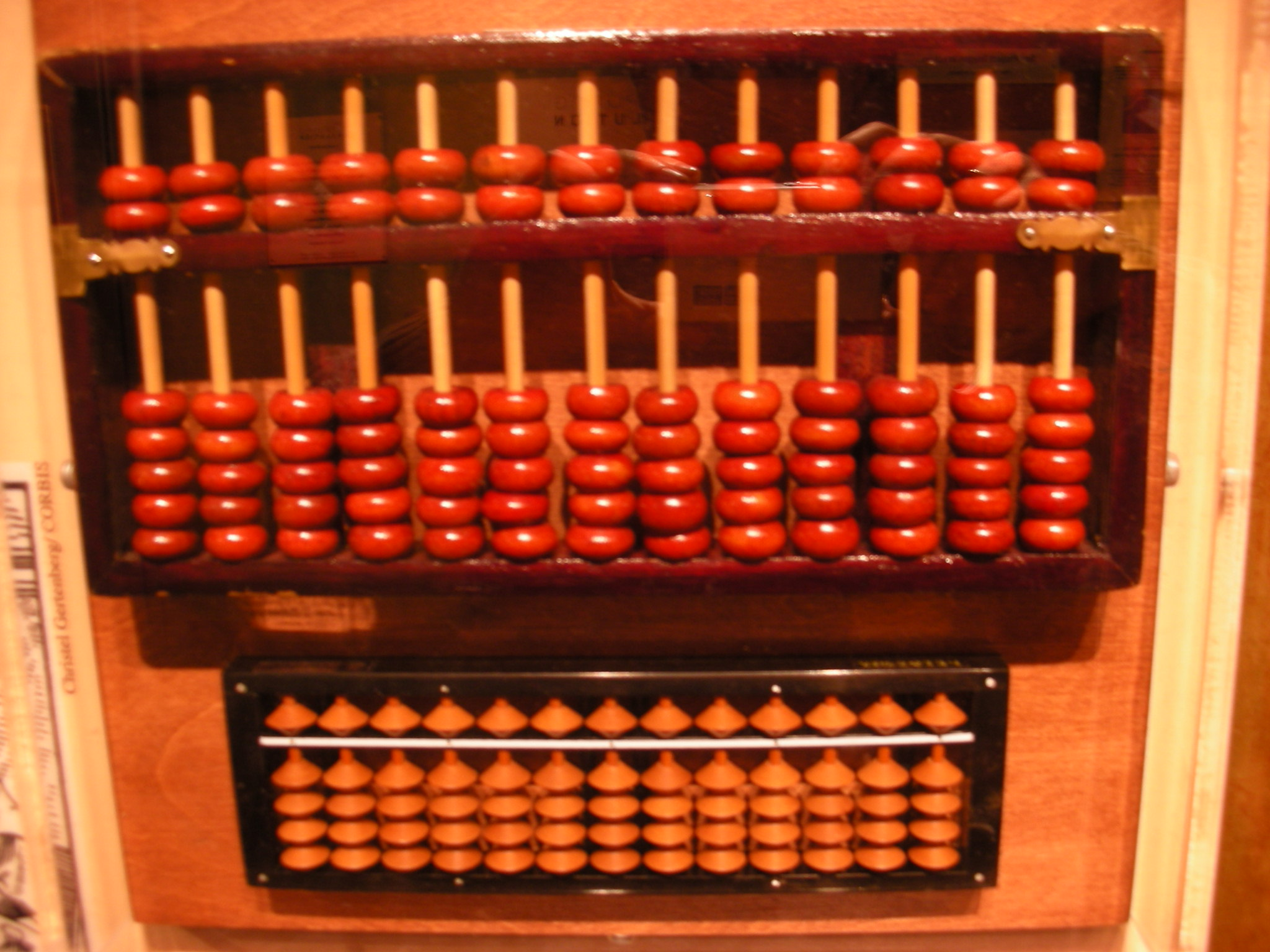
二五珠圓珠算盤與一四珠菱珠算盤

東亞式算盘是漢字文化圈傳統的算數工具，一般多为木制，矩形木框内排列一串串等数目的算珠稱為檔，中有一道横梁把珠分隔上下两部分，上半部每算珠代表5，下半部每算珠代表1，樑上有定位點（亦稱個位點）。

## 歷史
中式算盤為東亞各地算盤的鼻祖。1976年，陕西岐山县京当乡凤雏村一個西周建築遺址中出土了陶丸，部份學者認為這是原始的珠算算珠，但亦有學者認為陶丸是用作三才算。關於珠算的最早書面記載則是漢代的《數術記遺》，當時的算盤是一種游珠算板，是把算珠放於以凹槽為檔的板上作為算盤進行珠算。2003年，西安的漢代長安城遺址附近出土了陶質圓球，被專家推測為漢代算珠。據中國珠算史家李培業考證，唐代開始出現有盤杆的算盤，當時的算珠為菱形。明代以降中式算盤珠子為橢圓形。
一四珠算盤在宋代東傳至室町時代的日本，沿用至今。而日本现存最早的算盘是文安元年（1444年，甲子年）的二五珠算盘，算盘珠呈圆形。十七世纪初算盘流行日本，近江之大津地方曾有算盘厂，制造算盘。1670年日本泽口一著《古今算法记》中的算盘图為一四珠，算珠則是菱形。日本人称算盘为“十露盘”、“所六盘”、十吕盘、水露盘。。
明代出現的一五珠算盤，後來傳至朝鮮王朝時期的朝鮮半島，在當地沿用至今。

## 形制

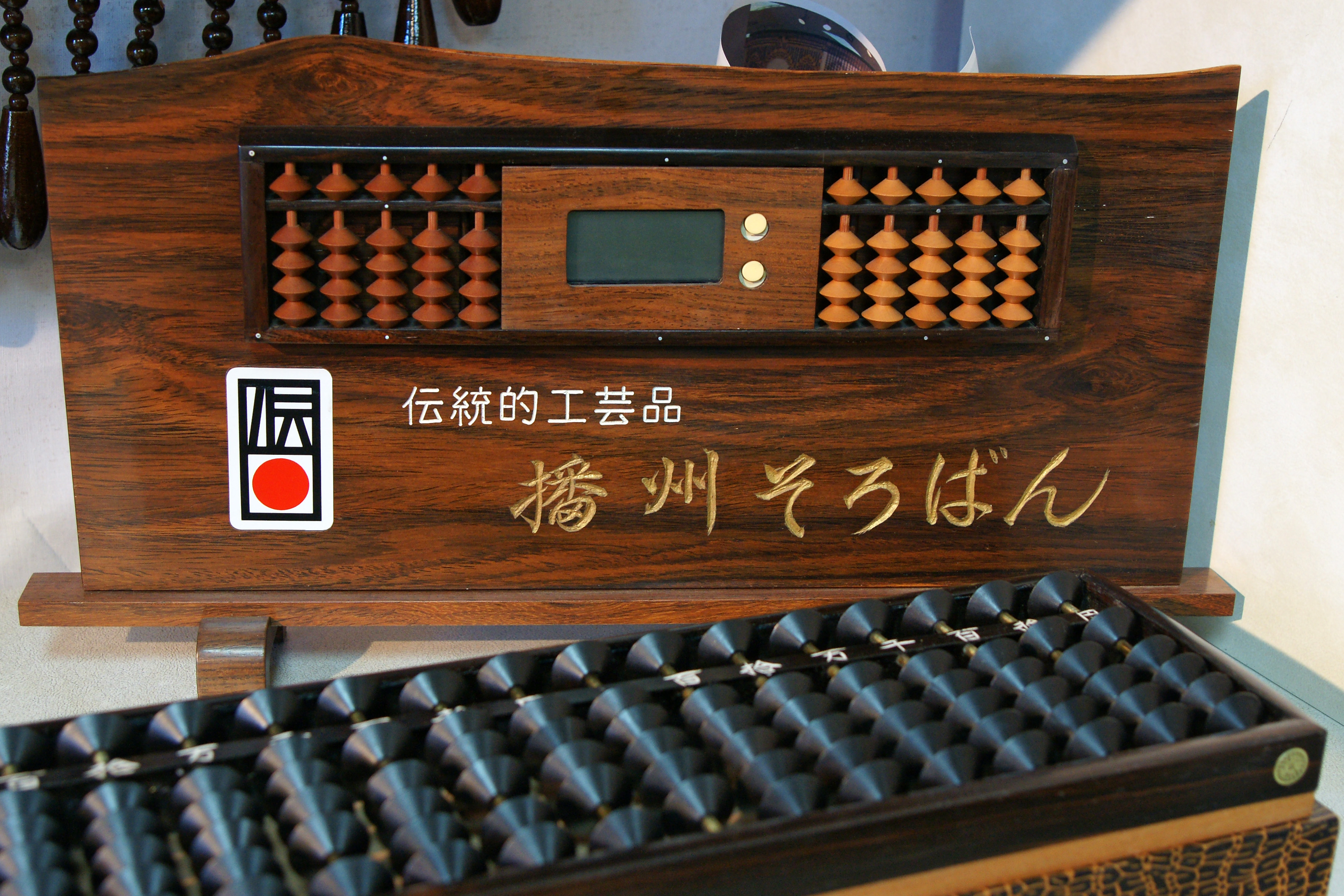
一四珠與一五珠菱珠算盤

常見的形制有一四珠算盤、一五珠算盤、二五珠算盤、上三珠下五珠算盘等。現時中國常見的為二五珠算盤，日本常見為一四珠算盤，朝鮮半島常見的為一五珠算盤。唐宋時中式算盤及高麗時代韓式算盤珠子為菱形，後變成橢圓形，日式算盤珠則一直保留使用菱珠。

### 一四珠算盤
一四珠算盤流行於宋代及之前，並東傳室町時代的日本和朝鮮半島的高麗王朝。此種算盤在日本沿用至今。

### 一五珠算盤
一五珠算盤在明代開始出現，採用上一珠、下五珠的形式，上一珠當五，下一珠當一，「隨手撥珠，便成答數」，「珠動則數出」，可表現十二進制或以下任何數進制，故算盤設計為一五珠算盤。十進位制明式算盘，最早见于1604年黄龙吟《算法指南》。這種算盤傳至朝鮮半島後在當地一直使用。

### 二五珠算盤
二五珠算盤是明代後期開始出現的算盤款式，採用上二珠、下五珠的形式，上一珠當五，下一珠當一，「隨手撥珠，便成答數」，「珠動則數出」，可表現十八進制或以下任何數進制，而因為當時使用「一斤十六两」的度量衡，也就是代表十六进制，因此亦稱斤兩算盤，故算盤設計為二五珠算盤。此種算盤傳至朝鮮半島和越南，至今依然在中國大陸、香港、澳門、台灣一些傳統行業中使用，如中藥店、南北行等。